# Mørkefjord
De Mørkefjord is een fjord in het Nationaal park Noordoost-Groenland in het oosten van Groenland.

## Geografie
De fjord is ongeveer west-oost georiënteerd en heeft een lengte van meer dan 30 kilometer. Hij snijdt in het Daniel Bruunland in en mondt in het oosten uit in de Dove Bugt.
Ongeveer zeven kilometer zuidelijker ligt een redelijk parallel liggend fjord met de naam Hellefjord.